# Chilton (Wisconsin)
Chilton es una ciudad ubicada en el condado de Calumet en el estado estadounidense de Wisconsin. En el Censo de 2010 tenía una población de 3.933 habitantes y una densidad poblacional de 378,41 personas por km².

## Geografía
Chilton se encuentra ubicada en las coordenadas 44°1′49″N 88°9′42″O / 44.03028, -88.16167. Según la Oficina del Censo de los Estados Unidos, Chilton tiene una superficie total de 10.39 km², de la cual 10.28 km² corresponden a tierra firme y (1.1%) 0.11 km² es agua.

## Demografía
Según el censo de 2010, había 3.933 personas residiendo en Chilton. La densidad de población era de 378,41 hab./km². De los 3.933 habitantes, Chilton estaba compuesto por el 95.8% blancos, el 0.2% eran afroamericanos, el 0.38% eran amerindios, el 0.46% eran asiáticos, el 0.23% eran isleños del Pacífico, el 2.01% eran de otras razas y el 0.92% pertenecían a dos o más razas. Del total de la población el 4.3% eran hispanos o latinos de cualquier raza.